# Max Gebhard (Grafiker)
Max Gebhard (* 12. April 1906 in Triberg; † 23. April 1990 in Berlin) war ein deutscher Grafiker.

Max Gebhard / Max Keilson: Her zu uns. Antifaschistische Aktion, Plakatausschnitt (1932)

## Leben
Gebhard machte nach dem Besuch der Volksschule in Hagen von 1920 bis 1923 in einem Warenhaus in Hagen eine Lehre als Schaufensterdekorateur und besuchte danach bis 1926 die Malerfachschule in Hagen. In Berlin bewarb er sich für ein Kunststudium, hätte aber die Semestergebühren nicht bezahlen können. Er schrieb an Walter Gropius, der ihm mitteilte, dass er ans Bauhaus kommen kann. Bis zur Aufnahmeprüfung arbeitete er dort in der Werkstatt für Wandmalerei bei Hinnerk Scheper. Von 1926 bis 1928 war er Schüler mit den Schwerpunkten Typographie und Plakatgestaltung. Aus Hagen kamen auch Erna Mayweg, August Agatz, Albert Buske, Heinrich Brocksieper und Reinhard Hilker, Oberbürgermeister Alfred Finke besorgte für sie ein Stipendium der Hagener Privatwirtschaft. Dank seiner Vorkenntnisse konnte Gebhard rasch bei Formmeister Herbert Bayer in der Reklame-Werkstatt bei Auftragsarbeiten mitarbeiten. Mit Kurt Stolp und Walter Funkat gestaltete er Bauhaus-Drucksachen. Im Sommersemester 1928 war Gebhard in der Plastischen Werkstatt bei Joost Schmidt eingeschrieben, wo unter anderem der ebenfalls aus Hagen stammende August Agatz, Klaus Meumann, Franz Ehrlich und Heinz Loew seine Mitschüler waren. Ab 1927 war er Mitglied der KPD.
Ab 1929 war Gebhard freischaffender Grafiker in Berlin und arbeitete bei László Moholy-Nagy an Bühnenausstattungen für die Kroll-Oper und Inszenierungen von Erwin Piscator.  Er wurde Mitglied in der Assoziation revolutionärer bildender Künstler (ASSO) und arbeitete für die Agitprop-Abteilung des Zentralkomitees der KPD, die ihm Arbeitsmöglichkeiten im Karl-Liebknecht-Haus stellte. Bei der Arbeiter Illustrierten Zeitung (AIZ) kam er in Kontakt zu John Heartfield. Er entwarf u. a. 1927 ein Plakat für Sacco und Vanzetti und 1932 ein Wahlplakat „Arbeiter Werktätige wählt KPD Liste 3“.
Er arbeitete mit zeitlichen Unterbrechungen von 1928 bis 1938 öfter bei Herbert Bayer im Studio Dorland. Gebhardt war dort u. a. an der Gestaltung des Katalogs für die Werkbund-Ausstellung in Paris 1930 beteiligt.
Nach der Machtübergabe an die Nationalsozialisten arbeitete er politisch in der Illegalität, er entwarf Drucke und beteiligte sich an deren Verbreitung, nach 1939 gehörte er zu einem Kreis um den Architekten Selman Selmanagić. 1939 wurde Gebhard als technischer Zeichner zur Arbeit in einem Konstruktionsbüro dienstverpflichtet, das dann in das Protektorat Böhmen und Mähren verlegt wurde. Das Berliner Adressbuch verzeichnete ihn 1943 als Graphiker in der Freisinger Straße 16. Das Gebäude fiel den Luftangriffen der Alliierten auf Berlin zum Opfer, und Gebhards Œuvre wurde vernichtet.
Nach dem Ende des NS-Staats holte Max Keilson ihn 1946 als Ressortleiter und Pressezeichner zur Tageszeitung Vorwärts des Organisationsausschusses Groß-Berlin der SPD und KPD, Vorgänger der Zeitung Neues Deutschland. Von 1951 bis 1953 arbeitete Gebhard als Spielzeuggestalter bei Mart Stam am Institut für industrielle Gestaltung. Von 1963 bis zum Renteneintritt 1969 war er Künstlerischer Leiter des Dietz-Verlags in Ost-Berlin. Danach arbeitete er weiter freiberuflich als Gebrauchsgrafiker und Typograf.

## Ehrungen
- 1982: Hans-Grundig-Medaille
- 1985: Vaterländischer Verdienstorden in Silber

## Ausstellungen (unvollständig)
- 1967/1968: Dresden, VI. Deutsche Kunstausstellung
- 1978: Leipzig, Galerie am Sachsenplatz („Bauhaus 3“)
- 1978/1979: Berlin, Nationalgalerie („Revolution und Realismus. Revolutionäre Kunst in Deutschland 1917 bis 1933“)
- 1979: Weimar, Kunsthalle am Theaterplatz („Bauhaus 1919-1933“)
- 1985: Berlin, Otto-Nagel-Haus („Wählt links! Das politische Plakat in Deutschland 1918 – 1933“)
- 1986: Berlin, Galerie  am Prater („Max Gebhard. Gebrauchsgrafik aus 6 Jahrzehnten“)
- 1988: Berlin, Museum für Deutsche Geschichte („Künstler im Klassenkampf“)

## Privates
Gebhard war dreimal verheiratet. Seine erste Frau war die Fototechnikerin Margret Battré, von der er 1935 geschieden wurde. 1937 heiratete er die Malerin und Bauhäuslerin Grete Krebs (1908–1997). Im gleichen Jahr wurde seine Tochter Susanne geboren. Ein Sohn starb 1945 nach drei Tagen an Unterernährung. Die zweite Ehe wurde 1951 geschieden. Seit 1953 war er mit der Gebrauchsgrafikerin Regina Gebhard verheiratet.

## Publizierter Essay Gebhards
- mit Eberhard Felz: Bücher aus dem Dietz Verlag. Zur buchkünstlerischen Gestaltung politischer Literatur. In: Marginalien, 1975, 59. Heft, S. 31–39